# Hugh Porter
Hugh William Porter (ur. 27 stycznia 1940 w Wolverhampton) – brytyjski kolarz torowy i szosowy, ośmiokrotny medalista torowych mistrzostw świata. Kawaler Orderu Imperium Brytyjskiego (MBE, 1973).

## Kariera
Pierwszy sukces w karierze Hugh Porter osiągnął w 1961 roku, kiedy zwyciężył w wyścigu szosowym w Chelford. Dwa lata później wystąpił na torowych mistrzostwach świata w Liège, gdzie zdobył brązowy medal w indywidualnym wyścigu na dochodzenie amatorów, ulegając jedynie Belgowi Jeanowi Walschaertsowi i Stanisławowi Moskwinowi z ZSRR. Na igrzyskach olimpijskich w Tokio w 1964 roku nie zdobył medalu, zajmując piąte miejsce indywidualnie, brytyjska drużyna odpadła w eliminacjach. Zwyciężył za to na rozgrywanych w 1966 roku igrzyskach Imperium Brytyjskiego i Wspólnoty Brytyjskiej w Kingston, podobnie dwa alta później, podczas mistrzostw świata w Rzymie. W międzyczasie Brytyjczyk zajął także drugie miejsce na mistrzostwach świata w Amsterdamie w 1967 roku, gdzie wyprzedził go tylko Holender Tiemen Groen. Drugie miejsce w swej koronnej konkurencji Porter zajął również podczas mistrzostw świata w Antwerpii w 1969 roku, gdzie lepszy był Ferdinand Bracke z Belgii. W ciągu czterech kolejnych lat Hugh zdobył następne cztery medale: złote na MŚ w Leicester (1970), MŚ w Marsylii (1972) i MŚ w San Sebastián (1973) oraz brązowy podczas MŚ w Varese (1971) za Belgiem Dirkiem Baertem i Francuzem Charlym Grosskostem. Do dziś Hugh Porter pozostaje jedynym kolarzem, który czterokrotnie zwyciężał w indywidualnym wyścigu na dochodzenie zawodowców. Ostatnie zwycięstwo odniósł w 1977 roku, kiedy był najlepszy w szosowym kryterium w Harrogate. Wielokrotnie zdobywał medale torowych mistrzostw kraju, w tym pięć złotych.
Jego żoną jest brytyjska była pływaczka Anita Lonsbrough.